# Steve Hauk
Steve Hauk – współczesny amerykański dziennikarz, pisarz, dramaturg i właściciel galerii sztuki. Hauk jest szczególnie ceniony za swoje badania dotyczące wczesnego malarstwa kalifornijskiego, twórczości Johna Steinbecka oraz historii Zatoki Monterey.
Hauk rozpoczął karierę jako reporter i twórca filmów dokumentalnych, przeprowadzając wywiady z takimi osobistościami jak Muhammad Ali, Paul Newman, Judith Anderson oraz relacjonując wizytę papieża Jana Pawła II na Półwyspie Monterey w 1987 roku. Był kuratorem inauguracyjnej wystawy w National Steinbeck Center zatytułowanej „This Side of Eden – Images of Steinbeck’s California”. Jest autorem sztuki *Fortune’s Way, or Notes on Art for Catholics (and Others)*, opartej na życiu impresjonistycznej malarki E. Charlton Fortune. Sztuka została po raz pierwszy zaprezentowana w Carmel Mission.
Galeria Hauk Fine Arts w Pacific Grove, prowadzona przez Hauka, prezentuje zarówno współczesne, jak i wczesne malarstwo kalifornijskie, w tym prace takich artystów jak Armin Hansen i Belle Yang.
Hauk jest autorem książki „Steinbeck: The Untold Stories”, zbioru 16 opowiadań łączących fikcję z rzeczywistością, inspirowanych życiem i twórczością Johna Steinbecka. Wyprodukował także dwa filmy dokumentalne nagrodzone przez CINE Golden Eagle dla PBS: „Time Captured in Paintings – the Monterey Legacy” oraz „The Roots of California Photography – the Monterey Legacy”.
Sztuka Hauka *Eden Armed: A Play in Four Scenes* bada problemy, z jakimi zmagał się John Steinbeck po tym, jak jego książki podejmowały tematykę trudnych warunków pracy osób zatrudnionych w wielkich gospodarstwach rolnych w Dolinie Kalifornijskiej. Sztuka, oparta na prawdziwych wydarzeniach, ukazuje doświadczenia Steinbecka związane z oszczerstwami i groźbami, szczególnie po publikacji „Of Mice and Men” w 1937 roku.
Steve Hauk był żonaty z Nancy Burtch Hauk (1944–2016), której prace były wystawiane w Pacific Grove Public Library. Obecnie galeria w tej bibliotece nosi jej imię. Hauk ma dwie córki, Amy i Anne.